# Lake König
Der Lake König ist ein See auf Südgeorgien im Südatlantik. In der Busen-Region liegt er am Kopfende der Fortuna Bay. Er wird durch das Schmelzwasser des König-Gletschers gespeist. Sein Überlauf, der König River, mündet in die Fortuna Bay.
Das UK Antarctic Place-Names Committee benannte ihn 2013 in Anlehnung an die Benennung des gleichnamigen Gletschers. Dessen Namensgeber ist der österreichische Bergsteiger Felix König (1880–1945), Teilnehmer an der Zweiten Deutschen Antarktisexpedition (1911–1912) unter der Leitung von Wilhelm Filchner.